# ساهانیووتری ماندونا
ساهانیووتری ماندونا (به لاتین: Sahanivotry Mandona) یک منطقهٔ مسکونی در ماداگاسکار است که در ناحیه آنتسیرابه دو واقع شده‌است. ساهانیووتری ماندونا ۱۰٬۰۰۰ نفر جمعیت دارد و ۱٬۴۶۹ متر بالاتر از سطح دریا واقع شده‌است.